# Ferenc Faludi
Ferenc Faludi (n. 1704 – d. 1779) a fost un scriitor maghiar.